# Daikon

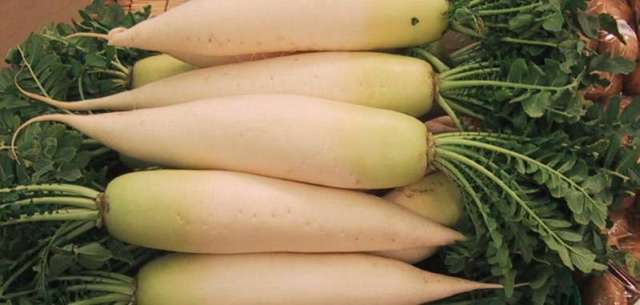
Daikon

Il daikon (大根?, "grossa radice") è una cultivar del ravanello comune originaria dell'Asia orientale, nota anche come Raphanus sativus var. longipinnatus L.H.Bailey, nome ritenuto sinonimo di Raphanus raphanistrum subsp. sativus. Anche se ci sono molte varietà di daikon, la più comune in Giappone, la aokubi daikon, ha la forma di una grossa carota, di circa 20-35 cm di lunghezza, e di 5-10 cm di diametro.

## Utilizzo
Il daikon ha un ruolo importante nella cucina giapponese. Il daikon crudo può essere servito in insalata, come guarnizione per piatti di sashimi, oppure marinato in aceto. Il daikon grattugiato, conosciuto come daikon oroshi, è popolare come guarnizione per piatti come lo yakizakana o il nattō. Il daikon cotto è spesso servito come ingrediente nelle zuppe di miso o in stufati come l'oden.
Il daikon, che è un ingrediente importante anche in altre cucine orientali, come quella coreana, cinese, vietnamita o indiana, contiene alti quantitativi di vitamina C e l'enzima mirosinasi. Tale enzima viene utilizzato dalla pianta di daikon, ed in genere dai rafani e dalle brassicacee, per difendere i propri tessuti dagli attacchi dei parassiti o dagli erbivori. L'azione di tale enzima permette di scindere la sinigrina, formando glucosio, solfato acido di potassio e isotiocianato di allile.

## Galleria d'immagini

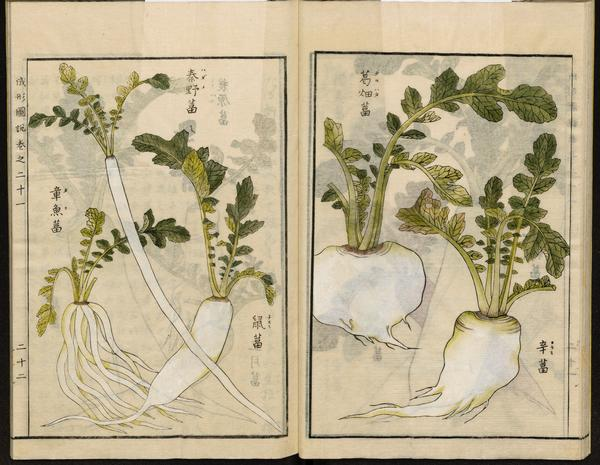
Ravanello daikon dell'Enciclopedia di Agricoltura Giapponese Seikei Zusetsu
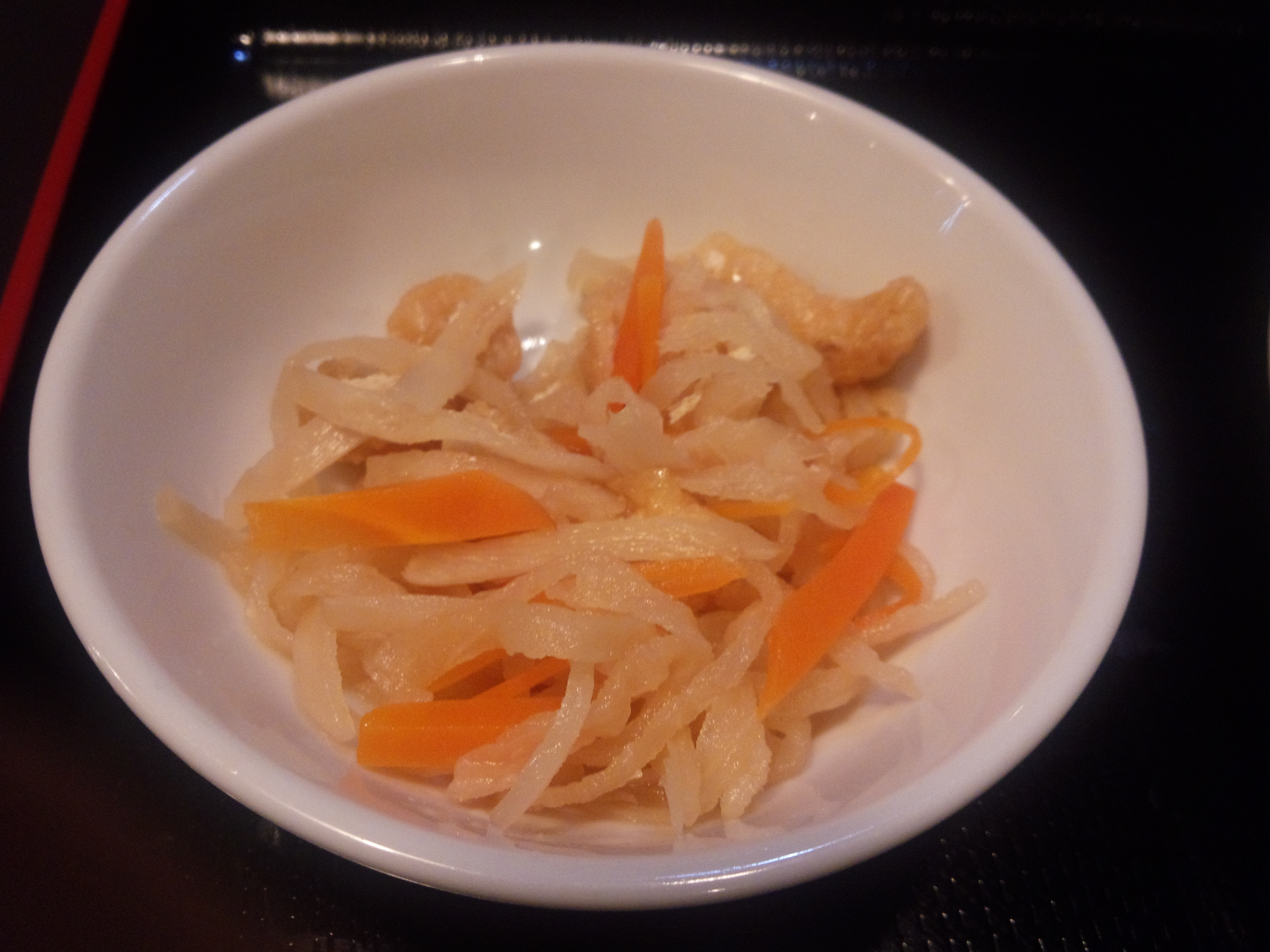
Un piattino di daikon